# HIP 13044 b
HIP 13044 b は赤色巨星である恒星 HIP 13044 の周囲を公転している太陽系外惑星候補天体である。地球からの距離は約2300光年 (約710パーセク)である。ヨーロッパ南天天文台 (ESO) のラ・シヤ天文台での視線速度観測により、2010年に発見が報告された。天の川銀河の外に起源を持つと考えられる最初の太陽系外惑星である。ただし後の追加観測ではこの惑星が存在することを示す証拠が得られず、実在には疑問が呈されている。また、太陽系外惑星エンサイクロペディアでの状態は Unconfirmed (未確認) となっている。

## 概要
HIP 13044 b は、木星の1.25倍の下限質量を持つ惑星である。主星から1740万 kmの距離を約16日かけて公転している。軌道離心率は 0.25 とやや歪んだ楕円軌道を持つ。
主星の HIP 13044 は赤色巨星であるため、元の数百倍の大きさに膨張していると考えられている。恒星に近い軌道を持つ惑星は主星が進化して膨張するのに伴って飲み込まれ蒸発すると考えられているが、HIP 13044 b はそれを免れていると考えられる。

## 発見場所
恒星 HIP 13044 は、銀河系の周囲をとりまく恒星ストリーム (ヘルミ・ストリーム) の中で見つかった。このストリームは、かつて銀河系を周回していた矮小銀河の残骸と考えられている。約60億年前、銀河系はこの矮小銀河と衝突し、そのほとんどを吸収した。その時の痕跡として残った星が、現在は280 km/s以上という猛スピードで銀河系の周りを公転している。従って HIP 13044 は銀河系の外に起源を持つ恒星であると考えられており、その惑星である HIP 13044 b は銀河系外に起源を持つ、かつて銀河系外惑星であった惑星の初めての発見例となる。
主星の HIP 13044 は金属量が非常に低い恒星であることも分かっている。非常に金属量が少ない恒星では惑星の材料となる物質が少ないため、従来の惑星形成理論では惑星を形成するのが難しいと考えられている。そのためこの惑星の発見は、銀河系外に起源を持つというだけではなく、従来の惑星形成理論に見直しを迫る低金属量星の周りでの惑星発見という点でも注目された。

## 発見報告への疑義
しかしその後の2014年になって観測データの再解析が行われ、惑星の存在を支持する視線速度の変動が見られなかったことが報告された。最初の発見報告で視線速度の変動が検出されたにもかかわらず後の解析では見られなくなった明確な原因は不明であるが、惑星の存在に否定的な論文の著者らは、観測のSN比が悪いことと窓関数の影響による効果、観測データを重心系に補正する際の誤り、スペクトルの吸収線が少ない波長域での相互相関処理が原因の不正確な結果などを原因として挙げている。